# Nghĩa Hội
Nghĩa Hội là một xã thuộc huyện Nghĩa Đàn, tỉnh Nghệ An, Việt Nam.
Xã Nghĩa Hội có diện tích 29,7 km², dân số năm 1999 là 9.109 người, mật độ dân số đạt 307 người/km².